# Hoàng Cảnh Du
Hoàng Cảnh Du (tiếng Trung: 黄景瑜, sinh ngày 30 tháng 11 năm 1992) là một nam diễn viên người Trung Quốc. Anh được công chúng biết đến rộng rãi nhờ thủ vai chính Cố Hải trong webdrama Thượng Ẩn được công chiếu vào năm 2016. Cùng năm, anh thành lập Studio Hoàng Cảnh Du, sau đó tuyên bố gia nhập công ty quản lý Càn Trừng (Lucida). Năm 2018 đóng chính trong bộ phim điện ảnh Hành động biển đỏ, bộ phim đạt hơn 3,6 tỷ phòng vé, trong phim cậu đóng vai lính bắn tỉa Cố Thuận, với hình ảnh người lính kiên cường, cùng năm đóng chính trong bộ phim chiếu mạng Kết ái - Mối tình đầu của Thiên Tuế đại nhân, đóng vai Hạ Lan Tĩnh Đình. Đạt giải nam diễn viên xuất sắc nhất tại Giải Hoa Đỉnh lần thứ 24 chủ đề phim truyền hình đương đại, kỷ năng diễn xuất được công nhận.

## Thời niên thiếu
Hoàng Cảnh Du là người Đan Đông, Liêu Ninh, Trung Quốc. Khi lớn lên, anh học hỏi và có niềm đam mê nhu thuật Brasil và đã tham gia không ít cuộc thi. Thành tích cao nhất của anh là quán quân trận chung kết giải vô địch SHBJJ của Học viện Nhu thuật Brasil Thượng Hải.
Từng học tại trường Trung học Số 13 thành phố Đan Đông, sau đó vào học viện Liêu Đông học chuyên ngành hàng không. Anh ấy đã từng làm biên tập viên đài phát thanh, phục vụ, học nghề công xưởng, học nghề chuyên viên thí nghiệm đất đai,.v.v.. Vì dáng vóc cao và gương mặt tuấn tú nên sau đó được bạn giới thiệu làm người mẫu.

## Sự nghiệp
- Năm 2013, Hoàng Cảnh Du nhiều lần xuất hiện với vai trò người mẫu trong chương trình chương trình Tôi là đại mỹ nhân (tiếng Trung: 我是大美人) của Đài Truyền hình Hồ Nam. Tháng 1 năm 2016, anh tham gia đóng vai chính trong webdrama BL học đường Thượng Ẩn, cái tên Hoàng Cảnh Du được đông đảo khán giả hâm mộ và biết tới. Bộ phim đã lọt vào top 10 trên các trang chia sẻ video với số lượt click rất cao. Tính tới ngày 31/03/2016, Weibo của Hoàng Cảnh Du đã đạt đến mốc 3 triệu lượt người theo dõi

### Năm 2016 - 2017

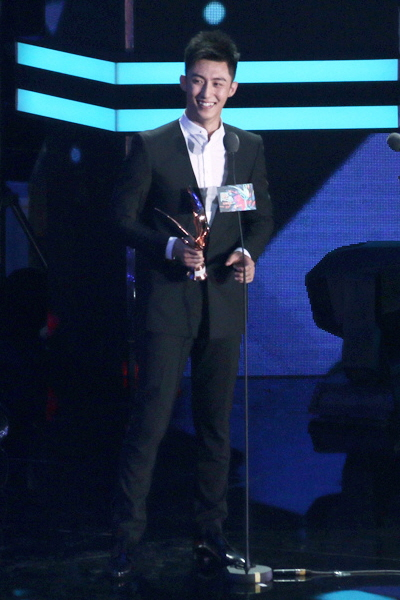
Hoàng Cảnh Du vào tháng 4 năm 2016

- Năm 2016, tham gia đóng vai chính trong bộ phim chiếu mạng Thượng Ẩn và chính thức bước vào giới giải trí
- Ngày 5/3: Trong chương trình mạng "Ngu Nhạc Hữu Phạn" đã đặt tên cho fandom là Hộ Kình Đoàn[4]
- Ngày 16/4: Với tư cách là khách mời đặc biệt, tham gia show diễn của Trương Huệ Muội tại Thái Lan. Còn cùng Trương Huệ Muội hát bài "Em chỉ quan tâm anh"[5]
- Ngày 19/4: Trong lễ trao giải thưởng âm nhạc thường niên Phong Vân Bảng, nhận được giải thưởng Thần Tượng Mới, do truyền thông bình chọn.[6]
- Ngày 4/5: Đạt vị trí thứ 2 trong Top 10 Diễn viên Châu Á
- Ngày 11/5: Thành lập Studio Hoàng Cảnh Du
- 12/5: Trở thành thành viên cố định trong show Hẹn hò Đại Minh Tinh[7], chương trình sau 5 ngày phát sóng, đạt hơn 500 triệu lượt xem [8]
- 17/5: Với tư cách đại sứ trao đổi diễn đàn thanh niên eo biển[9], nhận được lời mời tham dự diễn đàn trên và được phong là đại sứ trao đổi văn hoá eo biển
- 24/7: Studio Hoàng Cảnh Du tuyên bố Hoàng Cảnh Du sẽ cùng nhà sản xuất gạo cội Trương Gia Chấn hợp tác, Gia nhập công ty TNHH Văn Hoá Truyền hình Càn Trừng Thượng Hải của Trương Gia Chấn, được thành lập vào tháng 6 cùng năm, trở thành nghệ sĩ hợp đồng của công ty này. Đồng thời trên weibo phát hành hashtag Diễn viên Hoàng Cảnh Du, chính thức bước vào giới diễn viên.[10][11]
- 14/11: Tuyên bố là diễn viên chính trong bộ phim điện ảnh Trung Quốc đầu tiên với chủ đề zombie - Thương pháo yêu, diễn vai nam chính A Mông, đây cũng là bộ phim điện ảnh đầu tiên của Hoàng Cảnh Du.[12]
- 18/12: Netease nhân vật có thái độ - đạt giải thưởng "Thế lực mới của năm - Thần Tượng Toàn Cầu" [13]
- 21/12: Youku lựa chọn tuổi trẻ - đạt giải "Thần Tượng xu hướng của năm" [14]
- 30/12: tham gia diễn xuất trong phim "Bán yêu khuynh thành" với chủ đề tình yêu huyền ảo thời dân quốc, trong phim diễn vai Nỗ Nhĩ Cáp Xích - Thanh Thái Tộc[15]
- Tháng 2/ 2017: Đóng chính trong bộ phim điện ảnh với chủ đề quân sự yêu nước Hành động biển đỏ của đạo diễn Lâm Siêu Hiền[16], trong phim anh đóng vai lính bắn tỉa Cố Thuận của đội đột kích Giao Long, và cũng hát chính trong ca khúc chủ đề cùng tên của bộ phim[17]
- Tháng 6: Tham dự diễn đàn Thanh Niên Eo Biển lần thứ 15, nhận được danh hiệu Sứ giả trao đổi văn hoá thanh niên[18]. Cùng đoàn phim Thương pháo yêu hoa tham gia liên hoan phim quốc tế Thượng Hải, và tham dự hoạt động Đêm Vạn Đạt[19]. Cùng năm, với tư cách là diễn viên trẻ "Đối tác ngôi sao Netease" tham dự diễn đàn chủ đề "Giải mã cơ hội mới cho phim Trung Quốc" do liên hoan phim Thượng Hải và Netease Entertainment tổ chức. Và nhận thư mời trở thành Tinh Tiểu Biên (biên tập viên) của Netease.
- Tháng 7: Phim điện ảnh Hành động biển đỏ đóng máy tại Trạm Giang[20], cùng tháng, tham gia diễn xuất trong phần ngoại truyện của bộ phim truyền hình Vì em anh nguyện yêu thương cả thế giới[21], được cải biên từ tiểu thuyết cùng tên của Đường Gia Tam Thiếu. Anh đóng vai siêu anh hùng Trường Cung Uy.
- Tháng 8: Đóng vai chính trong bộ phim thần tượng Kết ái - Mối tình đầu của Thiên Tuế đại nhân, Hoàng Cảnh Du trong phim đóng vai chủ tế Hồ Tộc - Hạ Lan Tĩnh Đình.
- Tháng 12: Với tư cách là khách mời thường xuyên tham gia ghi hình cho show ngoài trời Vương Giả Xuất Kích của Tencent.[22]

### Năm 2018
- Ngày 18/1: Tham gia phim truyền hình chống ma tuý "Hành động phá băng" – là dự án thuộc kế hoạch tuyên truyền trọng điểm hàng năm của bộ công an, cục tuyên huấn Trung Quốc [23], cùng các tiền bối Nhậm Đạt Hoa, Ngô Cương tham gia lễ ra mắt phim tại Quảng Châu[24].
- Ngày 26/02: Bộ phim về lực lượng hải quân "Hành động biển đỏ" chính thức ra rạp. Hoàng Cảnh Du diễn vai Cố Thuận – tay súng bắn tỉa trong phim. Tổng doanh thu của phim đạt 3,6 nhân dân tệ. Diễn xuất của Hoàng Cảnh Du được khẳng định, nhận được sự chú ý của công chúng.
- Ngày 9/05: Bộ phim thần tượng mang phong cách lãng mạn giả tưởng mang tên "Kết Ái – mối tình đầu của thiên tuế đại nhân" được chiếu trên mạng Tencent. Trong phim này Hoàng Cảnh Du diễn vai chính Hạ Lan Tĩnh Đình, một thủ lĩnh của Hồ Tộc. Bộ phim gây được tiếng vang rất lớn sau khi phát sóng, một lần nữa làm nóng tên tuổi của Hoàng Cảnh Du sau thành công của "Hồng Hải hành động".
- Ngày 22/05: Bộ phim "Kiều mạch phong trường" do Hoàng Cảnh Du thủ vai nam chính khai máy tại Trùng Khánh. Nội dung phim xoay quanh duyên phận kì lạ của 2 cô gái và 1 chàng trai trẻ mới bước vào đời trên con đường tìm kiếm cuộc sống mới tại Thượng Hải. Bộ phim đánh dấu lần đầu tiên Hoàng Cảnh Du hợp tác cùng ảnh hậu Kim Mã Mã Tư Thuần và nữ diễn viên Chung Sở Hy.
- Ngày 27/05: Trở thành khách mời cố định của chương trình truyền hình thực tế "Baby, let me go"/ "Bé con, buông anh ra"  mùa thứ 3. Sau chương trình anh được biết đến với hình ảnh một anh trai ấm áp.
- Ngày 6/08: Xác nhận tham gia bộ phim "Phi trì nhân sinh" của đạo diễn Hàn Hàn với vai tay đua Lâm Trăn Đông. Bộ phim dự kiến được phát hành vào ngày 5/02/2019 [25]
- Ngày 25/10: đại diện đoàn phim "Hành động biển đỏ" tham gia lễ khai mạc Liên hoan phim Tokyo cùng với nữ diễn viên Hải Thanh (diễn vai phóng viên Hạ Nam trong phim) [26]
- Ngày 26/20: Đại diện đoàn phim "Hành động biển đỏ" tham dự lễ trao giải Kim Hạc, một giải phụ bên lề liên hoan phim quốc tế Tokyo và giành được giải cho diễn viên nổi tiếng nhất [27]. Đồng thời, anh cũng tham gia giao lưu với người hâm mộ tại buổi gặp gỡ thuộc khuôn khổ Liên hoan phim Tokyo [28]
- Ngày 11/09: Tham dự buổi lễ đề cử giải LHP Bách Hoa lần thứ 34 được tổ chức tại Phật Sơn [29]. Anh được đề cử cho hạng mục "nam diễn viên mới xuất sắc nhất" và tham gia biểu diễn bài hát chủ đề cùng tên trong phim "Hành động biển đỏ".
- Tối ngày 9, tham dự lễ trao giải Hoa Đỉnh lần thứ 24 tổ chức tại Hồng Kông và đoạt giải "nam diễn viên xuất sắc nhất" cho "hồ ly đại nhân" Hạ Lan Tĩnh Đình trong bộ phim truyền hình hiện đại "Kết Ái – Mối tình đầu của thiên tuế đại nhân". Annh phát biểu trong lời cảm ơn khi nhận giải "sẽ tiếp tục nỗ lực làm việc trong tương lai và mang đến nhiều vai diễn truyền hình trong năm tới" [30][31][32]
- Ngày 10/11: Tham dự lễ trao giải LHP Bách Hoa lần thứ 34 cùng đoàn phim "Hồng Hải hành động" [33]
- Ngày 30/11: Tổ chức fanmeeting mừng sinh nhật tại Thành Đô mang tên "Cưỡi gió đạp sóng – Du bạn đồng hành"
- Ngày 4/12: Khai máy bộ phim tình cảm hài giả tưởng "Alice ngày rằm". Hoàng Cảnh Du đóng vai chính thiên tài âm nhạc Hàn Băng, cùng nữ chính do Quan Hiểu Đồng thủ diễn bắt đầu một chuyện tình yêu kỳ ảo [34]
- Ngày 8/12: 2 lần xuất hiện trên thảm đỏ LHP Hoa Biểu lần thứ 17, với tư cách là diễn viên của 2 bộ phim "Hồng Hải hành động" và "Phi trì nhân sinh" [35][36], sau đó tham gia biểu diễn "Sân khấu hay nhất" trong vai trò khách mời.[37]

### Năm 2019
- Ngày 1/01: Trong chương trình đặc biệt mừng năm mới của đài CCTV với chủ đề "Bài ca của thời đại mới", anh cùng dàn diễn viên phim "Phi trì nhân sinh" biểu diễn bài hát "Phụng hiến".
- Ngày 12/1:  Trở thành đại sứ thanh niên của giải thưởng điện ảnh Châu Á lần thứ 13 [38].
- Ngày 22, vai tay súng bắn tỉa Cố Chuẩn được đề cử tranh giải "nam diễn viên mới xuất sắc nhất" giải thưởng điện ảnh Châu Á lần thứ 13[39]
- Ngày 26/01: Nhận vai chính trong bộ phim tình yêu đô thị "3 kiếp may mắn gặp được em" khởi quay tại Thâm Quyến. Trong phim hoàng Cảnh Du diễn vai Hầu Tước, một người vô cùng ưu tú được bảo vệ bởi nhân vật của Vương Lệ Khôn thủ vai, tạo nên một câu truyện tình yêu tuyệt vời về "giá trị của vũ lực".
- Ngày 5/02 (mùng 5 Tết): Bộ phim hài đầy cảm hứng "Phi trì nhân sinh" của đạo diễn Hàn Hàn ra rạp. Trong phim, Hoàng Cảnh Du đóng vai tay đua kiệt xuất Lâm Trăn Đông.
- Ngày 17/03: Tham dự lễ trao giải thưởng điện ảnh Châu Á lần thứ 13 và xuất hiện trên thảm đỏ cùng Dương Thụ Thành – chủ tịch tập đoàn Anh Hoàng. Ngoài việc trở thành đại sứ thanh niên của giải thưởng, Hoàng Cảnh Du cũng được đề cử cho giải "nam diễn viên mới xuất sắc nhất" nhờ vai diễn trong phim "Hồng Hải hành động", và chiến thắng giải này sau đó [40]
- Ngày 29/04: Khai máy bộ phim tình yêu lãng mạn đô thị về đề tài thương mại điện tử "Thanh xuân sáng thế kỷ", bạn diễn là Ngô Cẩn Ngôn. Hoàng cảnh Du đóng vai một "tổng tài" trong ngành bán lẻ.
- Ngày 7/05: Bộ phim truyền hình đề tài phòng chống ma tuý do Hoàng Cảnh Du thủ vai Lý Phi – một cảnh sát trẻ đại diện cho chính nghĩa dám đứng lên chống lại các thế lực đen tối – "Hành động phá băng" được phát sóng trên CCTV và iQiyi
- Ngày 3/09: Trở thành khách mời thường xuyên của chương trình thực tế mới của đài vệ tinh Chiết Giang "Đuổi theo tôi" – nội dung khám phá đời sống đêm tại thành phố.
- Ngày 20/09: Bộ phim lịch sử-tiểu sử "Mao Trạch Đông 1949"/ "Thời khắc quyết thắng" ra rạp. Trong phim Hoàng Cảnh Du đóng vai Trần Hữu Phú  - người cận vệ đầy nhiệt huyết của Mao Trạch Đông.
- Ngày 20/09: Bộ phim tình cảm đô thị đề tài kinh doanh "Định chế tình yêu cao cấp" đóng cùng nữ chính Địch Lệ Nhiệt Ba chính thức khai máy tại Thượng Hải. Trong phim, Hoàng Cảnh Du thủ vai Tống Lẫm, một tổng tài lạnh lùng và tài giỏi.
- Ngày 22/09: Tham dự tuần lễ thời trang Milan với vai trò người phát ngôn mảng thời trang thể thao của nhãn hàng FILA.

## Danh sách phim tham gia

### Phim điện ảnh
| Ngày công chiếu | Khởi quay | Tựa đề                                                                   | Tên gốc    | Vai diễn      | Ghi chú    | Doanh thu       |
| 16/02/2018      | 2017      | Điệp vụ biển đỏ/ Operation Red Sea                                       | 红海行动   | Cố Thuận      | Phiên vị 2 | 3,65 tỷ NDT     |
| 05/02/2019      | 2018      | Phi Trì Nhân Sinh/ Pegasus                                               | 飞驰人生   | Lâm Trăn Đông | Phiên vị 2 | 1,716 tỷ NDT    |
| 20/09/2019      | 2019      | Thời khắc quyết thắng                                                    | 决胜时刻   | Trần Hữu Phú  | Phiên vị 3 | 124 triệu NDT   |
| 25/01/2020      | 2019      | Lạc Lối Ở Nga/ Lost in Russia                                            | 囧妈       | Đại Long      | Cameo      |                 |
| 25/08/2020      | 2018      | Kiều Mạch Phong Trường/ Wild Grass                                       | 荞麦疯长   | Ngô Phong     | Phiên vị 3 | 52,19 triệu NDT |
| 30/10/2020      | 2018      | Nguyệt bán Alice/ Oversize Love                                          | 月半爱丽丝 | Hàn Băng      | Phiên vị 2 | 28,47 triệu NDT |
| 30/04/2023      | 2020      | Kiểm Sát Phong Vân/ The Procurator                                       | 检察风云   | Lý Duệ        | Phiên vị 1 | 61,83 triệu NDT |
| 10/02/2024      | 2023      | Phi Trì Nhân Sinh 2/ Pegasus 2                                           | 飞驰人生2  | Lâm Trăn Đông | Cameo      |                 |
| 01/05/2024      | 2021      | Duy Bình Phòng Bạo Đội (Lực lượng gìn giữ hòa bình) / Formed Police Unit | 维和防暴队 | Dư Vệ Đông    | Phiên vị 1 | 511 triệu NDT   |
| TBA             | 2016      | Thương pháo yêu hoa / GUNS & KIDNEYS                                     | 枪炮腰花   | A Mông        | Phiên vị 2 |                 |
| TBA             | 2022      | Ánh Sáng Đom Đóm                                                         | 萤火之光   | Lý Uy         | Phiên vị 1 |                 |

### Phim truyền hình
| Năm Phát sóng | Năm Khởi quay | Tựa đề                                                                                      | Vai diễn         | Bạn diễn                                 | Vai trò             | Kênh phát sóng                              |
| 2016          | 2015          | Thượng Ẩn (Addicted / 上瘾)                                                                 | Cố Hải           | Hứa Ngụy Châu                            | Vai chính           | IQiyi, Tencent                              |
| 2016          | 2016          | Bán Yêu Khuynh Thành 2 (Demon Girl / 半妖倾城 II)                                           | Nỗ Nhĩ Cáp Xích  |                                          | Cameo               | Mango TV, Le TV                             |
| 2018          | 2017          | Kết ái- Mối tình đầu của Thiên Tuế đại nhân (Moonshine and Valentine / 结爱·千岁大人的初恋) | Hạ Lan Tĩnh Đình | Tống Thiến                               | Vai chính           | Tencent                                     |
| 2018          | 2018          | Vì Em, Anh Nguyện Yêu Cả Thế giới (My Story for You / 为了你我愿意热爱整个世界)             | Trường Cung Uy   |                                          | Cameo (Phiên ngoại) | IQiyi, Thẩm Quyến TV, Sơn Đông TV           |
| 2019          | 2018          | Hành Động Phá Băng (The Thunder / 破冰行动)                                                 | Lý Phi           | Ngô Cương, Nhậm Đạt Hoa, Vương Kính Tùng | Vai chính           | Bắc Kinh TV, CCTV, IQiyi,                   |
| 2020          | 2019          | Hạnh Phúc Trong Tầm Tay (Love Designer / 幸福，触手可及!)                                   | Tống Lẫm         | Địch Lệ Nhiệt Ba                         | Vai chính           | Hồ Nam TV                                   |
| 2020          | 2020          | Cùng Nhau: 24 Giờ Truy Tìm (With You / 在一起) (Tập 9-10)                                   | Lục Triều Dương  | Lý Tiểu Nhiễm, Quách Đào                 | Vai chính           | IQiyi                                       |
| 2020          | 2019          | Thanh Xuân Sáng Thế Kỷ(Something Just Like This / 青春创世纪)                               | Đoạn Nhiên       | Ngô Cẩn Ngôn                             | Vai chính           | IQiyi                                       |
| 2021          | 2020          | Quân Trang Thân Yêu (My Dear Guardian / 爱上特种兵)                                         | Lương Mục Trạch  | Lý Thấm                                  | Vai chính           | IQiyi                                       |
| 2021          | 2019          | Ba Kiếp May Mắn Gặp Được Em(Lucky With You / 三生有幸遇上你)                                | Hầu Tước         | Vương Lệ Khôn                            | Vai chính           | Đông Phương TV,IQiyi                        |
| 2022          | 2021          | Theo Dòng Nước Ngầm (Chasing the Undercurrent / 罚罪)                                       | Thường Chinh     | Dương Hựu Ninh                           | Vai chính           | IQiyi                                       |
| 2023          | 2022          | Anh Ấy Bước Ra Từ Ánh Lửa (Bright Eyes in the Dark / 他从火光中走来)                        | Lâm Lục Kiêu     | Trương Tịnh Nghi                         | Vai chính           | IQiyi, Đông Phương TV                       |
| 2024          | 2022          | Cô Chiến Mê Thành (Lost Identity / 孤战迷城)                                                | Âu Hiếu An       | Tân Chỉ Lôi                              | Vai chính           | iQiyi, Tencent, Bắc Kinh TV, Đông Phương TV |
| 2024          | 2023          | Mê Cung Tuyết (The First Shot / 雪迷宫)                                                     | Trịnh Bắc        | Chương Vũ, Vương Tử Kỳ                   | Vai chính           | Youku, CCTV8                                |
| 2024          | 2023          | Đông Chí (Love Song in Winter / 冬至)                                                       | Giang Thành Ngật | Tôn Thiên                                | Vai chính           | iQiyi                                       |
| TBA           | 2021          | Đấu Tặc (斗贼)                                                                              | Bình Tam Qua     | Tu Duệ, Lý Tuyết Kiện                    | Vai chính           | IQiyi                                       |
| TBA           | 2022          | Binh Tự Phong Trung Lai (兵自风中来)                                                        | Ngô Đại Chu      | Âu Hào                                   | Cameo               | Tencent                                     |
| TBA           | 2023          | Mộng Chi Hải (Sea of Dreams / 梦之海)                                                       | Giang Tinh Bắc   | Vương Tử Tuyền, Lưu Sướng                | Vai chính           | Youku                                       |
| TBA           | 2024          | Khói Hoa Và Thiếu Niên (烟花与少年)                                                         | Trương Tiểu Mãn  | Quan Hiểu Đồng                           | Vai chính           | iQiyi                                       |
| TBA           | 2024          | Phạt Tội: Lược Sử Anh Hùng (罚罪之英雄简史)                                                 | Tần Phong        | Vương Truyền Quân                        | Vai chính           | iQiyi                                       |
| TBA           | 2025          | Trọng Khí (重器)                                                                            | Trần Nhất Chúng  | Tưởng Kỳ Minh, Trương Giai Ninh          | Vai chính           | iQiyi                                       |

## Chương trình tạp kỹ
| Năm  | Chương trình                                         | Tên gốc            | Vai trò               | Ghi chú                                                                 | Kênh phát sóng     |
| 2016 | Buổi ra mắt siêu cấp                                 | 超级大首映         | Khách mời             | Ngày 27/03/2016                                                         | Anhui TV           |
| 2016 | Hẹn Hò Đại Minh Tinh (Mùa 1)                         | 约吧！大明星       | Thành viên thường trú | Vắng mặt Tập 4,5,6                                                      | Tencent            |
| 2016 | YouKu All Star                                       | 優酷全明星         | Khách mời             | Tập 24 (Ngày 10/06/2016)                                                | YouKu              |
| 2016 | See You Monday (Mùa 2)                               | 周一见第二期       | Khách mời             | Tập 6 (Ngày 20/06/2016)                                                 | Tencent            |
| 2016 | Tư Nhân Định Chế                                     | 撕人订制           | Khách mời             | Tập 2 (Ngày 02/08/2016)                                                 | IQiyi              |
| 2016 | Xin Chào Nữ Thần                                     | Hello!女神         | Khách mời             | Tập 3 (Ngày 14/09/2016)                                                 | Tencent            |
| 2017 | BAZAAR SHOW                                          | 芭莎大咖秀         | Khách mời             | Ngày 02/05/2017                                                         |                    |
| 2017 | Chúc Ngon Miệng                                      | 好好吃饭吧         | Khách mời             | Ngày 11/06/2017                                                         | LeTV               |
| 2017 | Super star Super Blast                               | 光影星播客         | Khách mời             | Ngày 15/07/2017                                                         | CCTV6              |
| 2017 | Vương Giả Xuất Kích (Mùa 1)                          | 王者出击           | Thành viên thường trú | Kỳ 1, 3, 5                                                              | Tencent            |
| 2018 | Baby, Let Me Go! (Mùa 3)                             | 放开我北鼻第三季   | Thành viên thường trú |                                                                         | Tencent            |
| 2019 | Happy Camp                                           | 快乐大本营         | Khách mời             | Ngày 19/01/2019 (Tuyên truyền phim điện ảnh Phi Trì Nhân Sinh)          | Hồ Nam TV          |
| 2019 | Dạo Chơi Thế Giới/ Feel The World                    | 慢游全世界         | Thành viên thường trú | Tập 6, 7, 8 (Trạm Sydney, Úc cùng Nhậm Đạt Hoa)                         | Bắc Kinh TV, IQiyi |
| 2019 | Đuổi Theo Tôi Đi / Chase Me                          | 追我吧             | Thành viên thường trú |                                                                         | Chiết Giang TV     |
| 2019 | Một Tiết Học Tốt                                     | 一堂好课           | Khách mời             | Tập 1 (Ngày 17/11/2019)                                                 | CCTV3              |
| 2020 | Happy Camp                                           | 快乐大本营         | Khách mời             | Ngày 14/03/2020 (Tuyên truyền phim điện ảnh Nguyệt Bán Alice)           | Hồ Nam TV          |
| 2020 | Happy Camp                                           | 快乐大本营         | Khách mời             | Ngày 06/06/2020 (Tuyên truyền phim truyền hình Hạnh Phúc Trong Tầm Tay) | Hồ Nam TV          |
| 2020 | Hành Động Đi, Người Anh Em                           | 出手吧, 兄弟！     | Khách mời             | Ngày 07/06/2020 (Livestream công ích)                                   | Hồ Nam TV          |
| 2020 | Go Fridge (Mùa 6)                                    | 拜托了冰箱第六季   | Khách mời             | Tập 9, 10 (ngày 23/06/2020)                                             | Tencent            |
| 2020 | Super Novae Games (Mùa 3)                            | 超新星全运会第三季 | MC                    |                                                                         | Tencent            |
| 2021 | Happy Camp                                           | 快乐大本营         | Khách mời             | Ngày 12/06/2021 (Tuyên truyền phim truyền hình Quân Trang Thân Yêu)     | Hồ Nam TV          |
| 2021 | Đàn Ông Làm Nội Trợ/ Mr.Housework (Mùa 3)            | 做家务的男人第三季 | Thành viên thường trú | Tập 1-4, 9-12                                                           | IQiyi              |
| 2021 | Manh Thám Tra Án/ The Detectives' Adventures (Mùa 1) | 萌探探探案第一季   | Khách mời             | Tập 9                                                                   | IQiyi              |
| 2022 | Vương Bài Đối Vương Bài (Mùa 7)                      | 王牌对王牌第七季   | Khách mời             | Tập 4                                                                   | Chiết Giang TV     |
| 2022 | Thử Thách Cực Hạn (Mùa 8)                            | 极限挑战第八季     | Thành viên thường trú | Vắng mặt Tập 5                                                          | Đông Phương TV     |
| 2023 | Thử Thách Cực Hạn (Mùa 9)                            | 极限挑战第九季     | Thành viên thường trú | Vắng mặt Tập 2                                                          | Đông Phương TV     |
| 2024 | Thử Thách Cực Hạn (Mùa 10)                           | 极限挑战第十季     | Thành viên thường trú |                                                                         | Đông Phương TV     |
| 2024 | Bây Giờ Xuất Phát Nào (Mùa 2) / Natural High S2      | 现在就出发S2       | Khách mời             | Tập 4-7                                                                 | Tencent            |
| 2024 | Xin Chào Thứ 7                                       | 你好，星期六       | Khách mời             | Ngày 30/11/2024 (Tuyên truyền phim truyền hình Đông Chí )               | Mango TV           |
| 2025 | The Top Racer                                        | 风驰赛车手         | Thành viên thường trú |                                                                         | Youku              |
| 2025 | Bây Giờ Xuất Phát Nào (Mùa 3) / Natural High 3       | 现在就出发S3       | Thành viên thường trú |                                                                         | Tencent            |

## Chứng thực thuơng hiệu
| Thời gian | Thương hiệu   | Dòng sản phẩm       | Thân phận                          |
| --------- | ------------- | ------------------- | ---------------------------------- |
| 2018      | FILA          | Thời trang thể thao | Người Phát Ngôn FILA Fashion Sport |
| 2018      | ECCO          | Thời trang thể thao | Người Phát Ngôn Thương Hiệu        |
| 2023      | Breitling     | Đồng hồ             | Người Phát Ngôn Thương Hiệu        |
| 2023      | Châu Lục Phúc | Trang sức           | Người Phát Ngôn Thương Hiệu        |
| 2025      | YIFU          | Mắt kính            | Người Phát Ngôn Thương Hiệu        |
| 2025      | Taobao        | Thương mại điện tử  | Siêu Đại Sứ Thương Hiệu            |

## Photobook
| Ngày xuất bản | Tên                | Thông tin | Công ty xuất bản |
| 18/08/2016    | Trạch hải kình ngư | • Photo album cá nhân đầu tiên • Bán trước nửa giờ đạt một triệu bản, phá vỡ kỷ lục doanh số của các ấn phẩm cùng loại • Tất cả số tiền thu được đã được quyên góp cho phúc lợi công cộng | Liệt Phu Văn Hoá |

## Âm nhạc

### Ca khúc
| Năm phát hành | Tên bài hát           | Tên phim/show                                               | Nghệ sĩ hợp tác                                                                           |
| 2016          | Hải nhược hữu nhân    | Thượng Ẩn                                                   | Hứa Ngụy Châu                                                                             |
| 2016          | Ước đi, đại minh tinh | Ước đi, đại minh tinh                                       | Nguyễn Kinh Thiên, Từ Lộ, Ngụy Thần                                                       |
| 2018          | Hành động biển đỏ     | Hành động biển đỏ                                           | Trương Dịch, Đỗ Giang, Tưởng Lộ Hà, Doãn Phưởng, Vương Vũ Điềm, Quách Gia Hào, Henry Mạch |
| 2019          | Truyền nhân của rồng  | Tuổi trẻ vì tổ quốc hát lên những bài ca yêu nước tuyệt tác |                                                                                           |

### Concert
| Ngày       | Tên concert            | Địa điểm                            |
| 16/04/2016 | AMIT UTOPIA World Tour | Bangkok Royal Paragon Hal, Thái Lan |

## Fanmeeting
| Ngày       | Tên                                                                       | Địa điểm                                                             |
| 05/11/2016 | Asian Fan Meeting Tour 2016《Cùng Du đồng hành》                          | Sân vận động Trung tâm thể thao Olympic Nam Kinh, thành phố Nam Kinh |
| 12/11/2016 | Asian Fan Meeting Tour 2016《Cùng Du đồng hành》                          | Seoul Olympic Hall, Sân vận động Seoul, Hàn Quốc                     |
| 11/12/2016 | Asian Fan Meeting Tour 2016《Cùng Du đồng hành》                          | Trung tâm hội nghị quốc tế Đài Bắc, Đài Loan                         |
| 30/11/2016 | Tiệc sinh nhật Hoàng Cảnh Du 2016 《Cùng Du đồng hành》                   | Sân khấu lớn Thượng Hải, Sân vận động Thượng Hải                     |
| 24/12/2017 | Tiệc sinh nhật Hoàng Cảnh Du 2017                                         | Space Plus Shanghai, Thượng Hải                                      |
| 30/11/2018 | Tiệc sinh nhật Hoàng Cảnh Du 2018 《Rẽ sóng cưỡi gió, cùng Du đồng hành》 | Thành Đô                                                             |

## Giải thưởng
| Năm  | Lễ trao giải                                                                   | Giải thưởng                                                                  | Phim                                         | Kết quả   |
| 2016 | Lễ trao giải Âm nhạc Phong Vân Bảng thường niên lần thứ 16                     | Thần tượng mới được truyền thông đề cử                                       | —                                            | Đoạt giải |
| 2016 | Lễ trao giải Giấc mơ thành tựu thời trang COSMO                                | Nhân vật thời trang trong mơ                                                 | —                                            | Đoạt giải |
| 2016 | Lễ hội Sắc đẹp thời trang COSMO                                                | Thần tượng nổi bật của năm                                                   | —                                            | Đoạt giải |
| 2016 | Lễ hội Nhân vật có thái độ của NetEase                                         | Thần tượng toàn dân thế lực mới của năm                                      | —                                            | Đoạt giải |
| 2016 | Lễ trao giải Sự lựa chọn của tuổi trẻ Youku                                    | Thần tượng xu hướng của năm                                                  | —                                            | Đoạt giải |
| 2016 | Lễ trao giải thường niên Bảng quyền lực ngôi sao                               | Người mới tiềm năng được hoan nghênh nhất năm                                | —                                            | Đoạt giải |
| 2016 | Lễ trao giải Cá nhân được người hâm mộ bình chọn của Weibo                     | Thần tượng tiềm năng nhất năm                                                | —                                            | Đoạt giải |
| 2017 | Lễ trao giải thần tượng Instyle thường niên                                    | Nam nghệ sĩ được yêu thích nhất năm                                          | —                                            | Đoạt giải |
| 2017 | Lễ trao giải Người chủ minh ước lần thứ 8                                      | Nhân vật giải trí của năm                                                    | —                                            | Đoạt giải |
| 2018 | Lễ trao giải thường niên Tâm Thưởng, Dạ tiệc                                   | Diễn viên có giá trị thương mại cao nhất                                     | —                                            | Đoạt giải |
| 2018 | Liên hoan phim điện ảnh đại chúng Bách Hoa lần thứ 34                          | Người mới xuất sắc nhất                                                      | Hành động Biển Đỏ                            | Đề cử     |
| 2018 | Nhân vật giải trí Baidu                                                        | Ngôi sao nổi tiếng của Baidu Entertainment                                   | —                                            | Đoạt giải |
| 2018 | Nhân vật giải trí Baidu                                                        | Nhân vật của năm của Baidu Entertainment                                     | —                                            | Đoạt giải |
| 2018 | Lễ trao giải Kim Lộc lần thứ 14 (Lễ trao giải phim Trường Xuân, Trung Quốc)    | Nam diễn viên phụ trẻ xuất sắc nhất                                          | Hành động Biển Đỏ                            | Đề cử     |
| 2018 | Liên hoan phim Tokyo lần thứ 31                                                | Diễn viên được yêu thích nhất                                                | —                                            | Đoạt giải |
| 2018 | Lễ trao giải Hoa Đỉnh lần thứ 24                                               | Nam diễn viên xuất sắc nhất phim truyền hình đề tài đương đại của Trung Quốc | Kết ái - Mối tình đầu của Thiên Tuế đại nhân | Đoạt giải |
| 2018 | Liên hoan phim điện ảnh và truyền hình mạng Golden Bone lần thứ 3              | Nam diễn viên phim chiếu mạng                                                | Kết ái - Mối tình đầu của Thiên Tuế đại nhân | Đề cử     |
| 2019 | Liên hoan phim Châu Á lần thứ 13                                               | Nam diễn viên mới xuất sắc nhất                                              | Hành động Biển Đỏ                            | Đoạt giải |
| 2019 | Giải Hoa Đỉnh lần thứ 25 – Kết quả khảo sát mức độ hài lòng về phim Trung Quốc | Nam diễn viên mới xuất sắc nhất                                              | Hành động Biển Đỏ                            | Đề cử     |
| 2019 | Lễ trao giải Diễn viên xuất sắc truyền hình Trung Quốc lần thứ 6               | Nam diễn viên                                                                | Hành động phá băng                           | Đề cử     |
| 2019 | Giải Hoa Đỉnh lần thứ 36                                                       | Nam diễn viên xuất sắc nhất phim truyền hình đề tài đương đại của Trung Quốc | Hành động phá băng                           | Đề cử     |
| 2019 | Giải Kim Tháp năm 2019                                                         | Nam diễn viên được sinh viên đại học yêu thích                               | —                                            | Đoạt giải |

### Vinh danh
| Năm  | Tên danh sách                               | Xếp hạng                 |
| 2018 | Những cá nhân ưu tú dưới 30 tuổi của Forbes | Không phân biệt thứ hạng |
| 2019 | 100 người nổi tiếng của Forbes Trung Quốc   | Đứng thứ 28              |

## Hoạt động từ thiện
- Ngày 26/02/2016, Hoàng Cảnh Du được mời tham gia chương trình "Phản đối bạo lực gia đình" phát sóng trực tiếp của NetEase, thực nghiệm hóa trang hiệu ứng đặc biệt "vết thương do bạo lực gia đình" tại hiện trường, kêu gọi công chúng ngày càng chú ý đến vấn đề bạo lực gia đình của một số ít người[55].
- Ngày 22/08/2016, Hoàng Cảnh Du tham dự hoạt động gây quỹ từ thiện Đêm từ thiện Bazaar Star "Vẽ đường sinh mệnh", thu về 12,38 triệu đồng tiền thưởng (123.800 nhân dân tệ) cho hạng mục dự án xe cứu thương của Bazaar, quyên tặng cho quận nghèo Siyuan 02 xe cứu thương, và trong 26 phút phát sóng trực tiếp đã làm mới số liệu lịch sử cùng thời điểm kể từ khi khởi động dự án phúc lợi công cộng này[56].
- Tháng 9 năm 2016, Hoàng Cảnh Du đảm nhiệm hạng mục đại sứ phát triển "Bảo vệ loài tê tê" của Quỹ bảo vệ môi trường Trung Hoa, lấy hành động cụ thể kêu gọi mọi người cùng nhau bảo vệ loài động vật tê tê hiện đang bị đe dọa nghiêm trọng; đồng thời, cậu ấy còn quyên tặng toàn bộ lợi nhuận thu được từ việc bán Photobook đầu tiên của mình là "Trạch hải kình ngư", trong đó 50% tặng cho hạng mục "Kế hoạch đồ dùng học tập ánh mặt trời" của Bazaar công ích, 50% còn lại tặng cho Quỹ bảo vệ môi trường Trung Hoa hạng mục "Bảo vệ loài tê tê" [57][58]
- Ngày 19/12/2016, Hoàng Cảnh Du tham dự "Đêm hội từ thiện thời trang kỹ thuật số" (Digital Fashion Festival Charity Night) với vai trò là khách mời danh dự. Số tiền thu được từ việc bán đấu giá được quyên góp cho Chương trình hỗ trợ học tập cho trẻ em nghèo và trẻ em đặc biệt [59].
- Ngày 17/06/2017, Hoàng Cảnh Du được mời tham dự Diễn đàn thanh niên Eo biển lần thứ 15, và được trao giấy chứng nhận "Sứ giả trao đổi văn hóa thanh niên giữa Phúc Kiến và Đài Loan" [60].
- Ngày 12/09/2017, Hoàng Cảnh Du tham dự "Lễ kỷ niệm 5 năm Ngôi sao thiết kế Bazaar" với tư cách là "Đại sứ ngôi sao công ích", vì công ích mà trợ lực.
- Ngày 26/3/2018, Hoàng Cảnh Du nhận lời mời tham gia "Live của Đoàn Đoàn" tại đây anh thẳng thắn chia sẻ quan điểm của mình về trách nhiệm xã hội. Hoàng Cảnh Du bày tỏ: "Nếu chúng ta làm điều gì đó tốt, có thể ảnh hưởng đến nhiều người ở xung quanh chúng ta làm điều tốt. Thật ra đây là sự đóng góp hướng dẫn rất tốt đối với xã hội và sẽ làm cho cuộc sống của chúng ta vui vẻ hơn, mọi người đều sẽ hạnh phúc hơn. "
- Ngày 23/4 đến ngày 30/4/2019, Hoàng Cảnh Du đảm nhiệm làm đại sứ kế hoạch cho chương trình "Kế Hoạch Giải Mộng" cùng với Trần Học Đông, Vương Tử Văn và Lục Định Hạo chuẩn bị kế hoạch tình yêu và xây dựng thư viện cho trẻ em nghèo[61].
- Ngày 1/9/2018, Hoàng Cảnh Du tuyên bố trở thành đại sứ yêu thương của Hiệp hội Trẻ em Trung Hoa và hỗ trợ hạng mục hi vọng về nhà "Kế hoạch bảo vệ Trẻ em" của Hiệp hội Trẻ em Trung Hoa, bảo vệ tất cả trẻ em được phát triển an toàn và hạnh phúc. Vào ngày 5 tháng 9 năm 2018, Hoàng Cảnh Du đã hỗ trợ "Kế hoạch bảo vệ Trẻ em" của Nhóm Dự án Trẻ em Trung Quốc trong Dịch vụ Tài chính và Phúc lợi Công cộng của Alibaba và kêu gọi mọi người tham gia hoạt động tuyên truyền an toàn cho trẻ em, để càng nhiều đứa trẻ được sống trong sự bảo vệ an toàn mà trưởng thành.
- Ngày 7/9/2018, Quỹ Bảo vệ Môi trường Trung Quốc đã phát hành dự án từ thiện của Chương trình Shasha Plan, "Góp điều thiện nhỏ, thành yêu thương lớn", cùng minh tinh Hoàng Cảnh Du trải nghiệm Ngày phúc lợi công cộng 99 năm 2018. Tham gia quyên góp sẽ nhận được 10 lần quyên xứng đáng, bảo vệ con đường G7 đẹp nhất và giúp đỡ vành đai xanh.[62]
- Ngày 22/9/2018, Hoàng Cảnh Du trên weibo chính thức của bộ phim "Đau thương ngược dòng thành sông" đã lên tiếng cho những người chịu tổn thương do bạo lực học đường, khích lệ các nạn nhân vượt qua nỗi đau.
- Ngày 1/11/2018, tham gia Ngôi sao từ thiện của App Baidu quyên tặng năng lượng cho những người nông dân nghèo ở vùng núi Quý Châu, để Việc thiện nhỏ bé phát triển thành ánh sáng to lớn[63].